# Clitoroplastia
La clitoroplastia es un tipo de cirugía plástica que involucra el clítoris. Abarca varios procedimientos, incluyendo la reducción del clítoris, la reconstrucción del clítoris y la creación de un neoclítoris en la cirugía de afirmación de género de hombre a mujer. Estas cirugías tienen como objetivo retener o restaurar la sensibilidad y la función del clítoris, empleando a menudo técnicas de preservación de los nervios.

## Reconstrucción de clítoris
La reconstrucción del clítoris es una cirugía para restaurar la función y la estructura del clítoris. Algunos ejemplos de reconstrucción del clítoris incluyen su uso para mitigar malformaciones congénitas o reparar daños causados por la mutilación genital femenina.
La reconstrucción del clítoris tras la mutilación genital femenina implica cirugía para exponer las estructuras profundas restantes del clítoris. En 2023, había poca evidencia de la eficacia terapéutica de este procedimiento.

## Reducción de clítoris
La reducción de clítoris es la reducción quirúrgica del tamaño del clítoris, utilizada para tratar la clitoromegalia. A diferencia de la clitoridectomía, la amputación de parte del clítoris, comúnmente considerada una forma de mutilación genital femenina, la cirugía moderna de reducción de clítoris tiene como objetivo preservar la sensación y la función mediante el uso de técnicas microquirúrgicas que respetan los nervios.
Debe distinguirse de la reducción del capuchón del clítoris, una operación en el capuchón del clítoris en la que el propio clítoris no se daña.

## Cirugía de afirmación de género
Durante la cirugía de afirmación de género de hombre a mujer, se crea un neoclítoris a partir del tejido del glande del pene.
En la cirugía de afirmación de género de mujer a hombre, la metoidioplastia es una operación en la que el clítoris se reposiciona para crear un neofalo.